# Brooks & Dunn

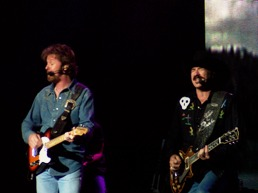
Brooks & Dunn.

Brooks & Dunn foi uma banda estadunidense de música country formado em 1991 em Tulsa, Oklahoma, composta por Kix Brooks e Ronnie Dunn.

## Discografia

### Álbuns de estúdio
- 1991:  Brand New Man
- 1993:  Hard Workin' Man
- 1994:  Waitin' on Sundown
- 1996:  Borderline
- 1998:  If You See Her
- 1999:  Tight Rope
- 2001:  Steers & Stripes
- 2002:  It Won't Be Christmas Without You
- 2003:  Red Dirt Road
- 2005:  Hillbilly Deluxe
- 2007:  Cowboy Town

### Compilações
- 1997: The Greatest Hits Collection
- 1999: Super Hits
- 2004: The Greatest Hits Collection II
- 2008: Playlist: The Very Best of Brooks & Dunn
- 2009: Number 1s… and Then Some